# Poecilopsis nicholsoni
Poecilopsis nicholsoni är en fjärilsart som beskrevs av Harrison. Poecilopsis nicholsoni ingår i släktet Poecilopsis och familjen mätare. Inga underarter finns listade i Catalogue of Life.